# Doom (videoigra, 2016.)
Doom (odbačena radna verzija imena Doom 4), akcijska računalna igra, pucačina iz prvog lika (FPS) iz 2016. godine, koju je razvila računalna tvrtka Id Software, a objavila tvrtka Bethesda Softworks. Dio je franšize Doom videoigra i prva važnija nakon videoigre Doom 3 iz 2004. godine. Igra je po žanru pucačina iz prvog lica, horor i znanstveno-fantastične tematike. U središtu radnje je neimenovani marinac, poznat kao Doomguy, koji se na planeti Marsu bori protiv demona koje je korporacija Union Aerospace Corporation (UAC) oslobodila iz pakla. Zadatak marinca je uspostaviti kontrolu nad marsovskom bazom i spasiti čovječanstvo od horda pakla. Novost u igri su "eliminacija za slavu" (glory kills) koje omogućuju igraču vratiti dio energije nakon što izbliza golim rukama potrga i uništi protivnika.
Igra je ostvarila pozitivne kritike, što se osobito odnosi na single-player postavku, dok je multiplayer dobio većinom negativne kritike. Godine 2020. objavljen je nastavak igre, Doom Eternal.

## Načini igre

### Single-player
Single-player kampanja je vrlo dobro izvedena, daje dobar ritam igre i fokusirana je na brzu akciju u zatvorenim arenama u kojima igrač mora eliminirati sve neprijatelje kako bi se mogao kretati dalje kroz kartu. Fokus je stavljen na vertikalnost u kretanju i borbi što igri daje dodatnu kvalitetu. Animacija je brza, grafički kvalitetna i spektakularna.

### Multiplayer
Multiplayer opcija igranja je korektno odrađena, ali je primjetno lošija u odnosu na single-player, iako je beta verzija ponudila neka poboljšanja, poput pravilnije raspoređenog oružja i obnove energije na karti.

## Sadržaj igre
Znanstveno-istraživačka jedinica kompanije Union Aerospace Corporation (UAC) pod vodstvom dr. Samuela Haydena na Marsu ispituje mogućnosti međudimenzionalnog istraživanja za što se služe energijom Argenta koji im je, uz pomoć izgrađene argentskog tornja, omogućio otvaranje portala do pakla i ekstrakciju energije iz podzemnog svijeta, što bi ispunilo sve zahtjeve čovječanstva za energijom. U međuvremenu je dr. Hayden umro, ali ne prije nego što je prebacio svoj um i svoju svjesnost u kibernetičko tijelo. Jedna članica njegove istraživačke jedinice, dr. Olivia Pierce došla je pod utjecaj paklenih sila te je preoblikovala UAC u kult koji štuje demone iz pakla i pomogla demonima otvoriti trajni portal između ljudskog svijeta i pakla.
Za vrijeme istraživanja pakla, dr. Hayden je pronašao drevni artefakt, sarkofag u kojem su demoni zatvorili drevnog ratnika poznatog kao Doomguy, jer je u prošlosti uništio mnoštvo njih. Dr. Hayden je donio sarkofag na Mars u slučaju da se demoni otmu kontroli, a to se upravo dogodilo kada je dr. Olivia Pierce sklopila pakt se demonima i oslobodila paklenu invaziju putem Lazarusovog portala na ovaj svijet.
Na početku igre, igrač se budi kao Doomguy, poznati i kao Doom Slayer ili Doom marinac te pokušava zaustaviti invaziju demona iz pakla koja je u punom tijeku. Ubrzo pronalazi pretorijanski oklop koji mu daje dodatnu snagu i oružje te kreće u akciju. Kibernetički um dr. Haydena pokušava mu pomoći riješiti situaciju, a Doomguy pokušava zaustaviti dr. Pierce koja nastoji osigurati trajnu otvorenost komunikacijskog prolaza iz pakla prema ljudskom svijetu.

## Zahtjevi sustava

### Minimalni zahtjevi sustava
- CPU: Intel Core i5-2400/AMD FX-8320 ili bolji
- RAM: 8 GB RAM
- GPU: NVIDIA GTX 670 2GB/AMD Radeon HD 7870 2GB ili bolje
- OS: Windows 7/8.1/10 (64-bit verzija)
- STO: 55 GB dostupnog prostora
- NET: Širokopojasna internetska veza

### Preporučeni zahtjevi sustava
- CPU: Intel Core i7-3770/AMD FX-8350 ili bolji
- RAM: 8 GB RAM
- GPU: NVIDIA GTX 970 4GB/AMD Radeon R9 290 4GB ili bolje
- OS: Windows 7/8.1/10 (64-bit verzija)
- STO: 55 GB dostupnog prostora
- NET: Širokopojasna internetska veza